# Левіттаун (Нью-Йорк)
Левіттаун (англ. Levittown) — переписна місцевість (CDP) в США, в окрузі Нассау штату Нью-Йорк. Населення — 51 881 особа (2010).

## Географія
Левіттаун розташований за координатами 40°43′26″ пн. ш. 73°30′46″ зх. д. / 40.72389° пн. ш. 73.51278° зх. д. (40.723990, -73.512709).  За даними Бюро перепису населення США в 2010 році переписна місцевість мала площу 17,71 км², з яких 17,64 км² — суходіл та 0,06 км² — водойми.

## Демографія
Згідно з переписом 2010 року, у переписній місцевості мешкала 51 881 особа в 16 973 домогосподарствах у складі 13 682 родин. Густота населення становила 2930 осіб/км².  Було 17287 помешкань (976/км²).
Расовий склад населення:
| - 88,9 % — білих - 5,7 % — азіатів - 0,9 % — чорних або афроамериканців - 0,1 % — корінних американців - 2,4 % — осіб інших рас |

До двох чи більше рас належало 1,9 %. Частка іспаномовних становила 11,5 % від усіх жителів.
За віковим діапазоном населення розподілялося таким чином: 22,9 % — особи молодші 18 років, 63,7 % — особи у віці 18—64 років, 13,4 % — особи у віці 65 років та старші. Медіана віку мешканця становила 41,0 року. На 100 осіб жіночої статі у переписній місцевості припадало 94,7 чоловіків;  на 100 жінок у віці від 18 років та старших — 92,1 чоловіків також старших 18 років.
Середній дохід на одне домашнє господарство  становив 108 764 долари США (медіана — 98 810), а середній дохід на одну сім'ю — 117 963 долари (медіана — 108 642). Медіана доходів становила 67 515 доларів для чоловіків та 51 309 доларів для жінок. За межею бідності перебувало 3,0 % осіб, у тому числі 4,0 % дітей у віці до 18 років та 3,7 % осіб у віці 65 років та старших.
Цивільне працевлаштоване населення становило 26 455 осіб. Основні галузі зайнятості: освіта, охорона здоров'я та соціальна допомога — 25,8 %, роздрібна торгівля — 11,5 %, науковці, спеціалісти, менеджери — 10,5 %.